# Кизылкилиса
Кизылкилиса (груз. კიზილქილისა) — село, административный центр сельской административно-территориальной единицы Кизылкилиса, Дманисского муниципалитета, края Квемо-Картли республики Грузия с 99 %-ным Азербайджанским населением. Находится в юго-восточной части Грузии, на территории исторической области Борчалы.

## История
Название села упоминается в исторических документах 1870 года, во время переписи населения, проведенного в данном регионе.
Среди местного населения распространено также второе название села Демирчи-Гасанли (азерб. «Dəmirçi-Həsənli»).

### Топоним
Топоним села Кизылкилиса (азерб. «Qızılkilsə») в переводе с азербайджанского языка на русский язык означает «Золотая Церковь».

## География
Село расположено на склонах горы Люкюн-Шинди, в 4 км к северо-востоку от районного центра Дманиси, на высоте 1220 метров от уровня моря.
Граничит с городом Дманиси, селами Шиндилиари, Каклиани, Бослеби, Гантиади, Джавахи, Тнуси, Далари, Бослеби, Сафарло (Лаклакашени), Мамишло (Вардзагара), Ангревани, Ваке, Земо-Орозмани, Квемо-Орозмани, Пантиани, Мтисдзири, Шахмарло, Иакубло, Дагарухло, Камарло, Кариани, Ормашени, Бахчалари, Ипнари, Квемо-Карабулахи, Земо-Карабулахи, Саджа, Карабулахи и Кызыладжло Дманисского Муниципалитета.

## Население
По данным Государственного статистического комитета Грузии, согласно официальной переписи 2002 года, численность населения села Кизылкилиса составляет 774 человека и на 99 % состоит из Азербайджанцев

## Экономика
Население в основном занимается овцеводством, скотоводством и овощеводством.

## Достопримечательности
- Средняя школа[9] - построена в 1920 году.[7]
- Мечеть - в 2011 году был включен в список исторических памятников Министерством культуры, памятников и спорта Грузии.[10]

## Известные уроженцы
- Абдурахманов Иляз Гаджи оглы - полковник юстиции; заместитель руководителя следственного управления Следственного комитета при прокуратуре Российской Федерации по Костромской области;[7]
- Алишир Мусаев - профессор;[7]
- Саадат Бута - поэтесса;[7]
- Адильхан Набиев - учёный, исследователь по вопросу о поселениях и домах азербайджанцев в Грузии;[7]
- Али Мусаев - учёный, эксперт по методике преподавания грузинского языка;[7]
- Шахбаз Шамыоглы - журналист, исследователь этнических процессов и литературной среды в Борчалы;[7]
- Тинатин Мамедова - писательница, автор монографии «Борчалинская ашугская школа»;[7]

### Участники Великой Отечественной войны
Село известно также своими уроженцами, участниками Великой Отечественной войны:
| - Абдурахманов Вали Мамед-оглы - участник ВОВ, погиб в июле 1943 года. - Абдурахманов Карим Осман оглы - участник ВОВ, пропал без вести. - Али Исмаил оглы - участник ВОВ, погиб в декабре 1941 года. - Али Мамед оглы - участник ВОВ, погиб в августе 1942 года. - Али Сулейман оглы - участник ВОВ, погиб в марете 1942 года. - Алиев Шахван Билал оглы - участник ВОВ, погиб в марте 1943 года. - Астан Мустафа оглы - участник ВОВ, погиб в декабре 1941 года. - Астан Рагим оглы - участник ВОВ, погиб в сентябре 1944 года. - Атакишиев Аббас - участник ВОВ, погиб в июле 1942 года. - Ахмедов Сары - участник ВОВ, погиб 3 декабря 1942 года. - Байрам Мамед оглы - участник ВОВ, погиб в феврале 1943 года. - Гаджи Орудж оглы - участник ВОВ, погиб в ноябре 1941 года. - Гаджиев Юсуб Самед оглы - участник ВОВ, погиб в феврале 1942 года. - Дурсун Курбан оглы - участник ВОВ, погиб в декабре 1941 года. |  | - Искяндаров Мовлуд - участник ВОВ, погиб 11 мая 1944 года. - Магеррам Байрам оглы - участник ВОВ, погиб в феврале 1942 года. - Мамед Абдулла оглы - участник ВОВ, погиб в феврале 1942 года. - Марданов Мардан оглы - участник ВОВ, погиб в августе 1942 года. - Мехти Курбан оглы - участник ВОВ, погиб в марте 1941 года. - Мулкю Исмаил оглы - участник ВОВ, погиб в апреле 1943 года. - Мустафа Асад оглы - участник ВОВ, погиб в марте 1944 года. - Мустафаев Дурсун Урбат оглы - участник ВОВ, погиб 19 мая 1942 года. - Омар Рагим оглы - участник ВОВ, погиб в октябре 1943 года - Османов Гасан оглы - участник ВОВ, погиб в марте 1943 года. - Тоджиев Паша Самед оглы - участник ВОВ, погиб в сентябре 1941 года. - Фархадов Кара Турсунович - участник ВОВ, погиб 14 ноября 1942 года. - Шамиль Дашдамир оглы - участник ВОВ, погиб в августе 1941 года. - Раджи Халил Хаджи оглы - участник ВОВ, погиб 4 сентября 1943 года. - Сулейманов Новруз Орудж оглы - участник ВОВ. |

## Фауна
В 1997 году Зоологическим институтом Российской Академии Наук в окрестностях села Кизылкилиса были обнаружены скальные ящерицы рода Daverskia Arribas (portschinskii nigrita).